# 卢溪郡
卢溪郡，即泸溪郡。中国唐朝时设置的郡。
唐高祖武德四年（621年）将沅陵郡改名辰州。唐玄宗天宝元年（742年），改辰州置卢溪郡。治所在沅陵县（今湖南省沅陵县沅陵镇）。下辖沅陵县、溆浦县（今湖南省溆浦县）、卢溪县（今湖南省泸溪县洗溪镇）、麻阳县（今湖南省麻阳县黄桑乡旧县村）、辰溪县（今湖南省辰溪县），属黔中道。辖境相当今湖南省沅陵、泸溪、辰溪、溆浦等县及吉首市。唐肃宗乾元元年（758年）复改为辰州。马楚设置辰州，北宋称辰州卢溪郡，辖沅陵、溆浦、辰溪、卢溪四县。属荆湖北路。元朝改置辰州路。
唐朝卢溪郡太守
- 司马某（天宝年间）